# نيكولاي كوبل
نيكولاي كوبل (بالدنماركية: Nikolaj Koppel)‏ هو صحفي وموسيقي وعازف بيانو دنماركي، ولد في 6 مارس 1969 في Gentofte Municipality ‏ في الدنمارك.

## وصلات خارجية
- نيكولاي كوبل على موقع IMDb (الإنجليزية)
- نيكولاي كوبل على موقع روتن توميتوز (الإنجليزية)
- نيكولاي كوبل على موقع ميوزك برينز (الإنجليزية)
- نيكولاي كوبل على موقع أول موفي (الإنجليزية)
- نيكولاي كوبل على موقع أول ميوزيك (الإنجليزية)
- نيكولاي كوبل على موقع ديسكوغز (الإنجليزية)
- نيكولاي كوبل على موقع قاعدة بيانات الفيلم (الإنجليزية)
- نيكولاي كوبل على موقع كينوبويسك (الروسية)